# 香西隆男
香西 隆男（こうざい たかお、1937年7月20日 -  2024年4月29日）は、日本のアニメーター、キャラクターデザイナー。香川県出身。東京芸術大学卒。

## 経歴
漆職人を目指して、高松工芸高等学校へ。しかし漆にかぶれる体質から、東京芸術大学彫刻科へ進学する。卒業後は、東映動画（現：東映アニメーション）に入社。アニメのことを全く知らずに、東映で実写映画のスタッフになろうと入社試験を受けての入社だったという。アニメ映画『西遊記』を経て、アニメーターとなる。入社4年後の1964年に、永樹凡人、我妻宏、小泉謙三らと共に退社し、ハテナプロの設立に参加。同プロでは東映動画作品の『魔法使いサリー』などの作画を担当した。同プロ解散後の1969年、スタジオジュニオを設立。以降は同スタジオの代表としての仕事をこなしつつ、『マシンハヤブサ』『花の係長』『新・巨人の星』『おはよう!スパンク』など、1970年代から1980年代にかけてテレビアニメで作画監督やキャラクターデザイナーを務めた。1974年に始まった『はじめ人間ギャートルズ』からは総作画監督も経験し、これまでに手がけた作品数は400本以上になるという。
スタジオジュニオも好調で、東京ムービーや東映動画の作品を中心に1ヶ月に20本の仕事を抱え、スタッフも130人を数えた。ただし、自分のキャラクターを描きたくて、東映動画を退社した香西にとって、スタジオジュニオのテレビアニメは漫画家の絵を真似るだけの仕事であり、1981年から放送の『おはよう!スパンク』を最後にテレビアニメの仕事はアニメーターとしては控えるようになった。1979年の『ごんぎつね』から、自らのキャラクターを使い、権利も自分で持てる学校向けの教育用短編アニメに力を入れた。
スタジオジュニオの経営者としては、1997年のテレビアニメ『白鯨伝説』で損害を被り、1999年の劇場用アニメ『ガンドレス』の未完成事件で、多くのスタッフを独立させ、香西はジュニオに残って経営者として責任を負うことになった。ジュニオはその後「ジュニオ ブレイン トラスト」と名前を変えたが、本格的にアニメーション制作事業を再開させることはできず、事実上の活動停止となった。
2006年から2010年まで宝塚造形芸術大学アニメーション科教授として教鞭を振るう。並行して有馬学園グループの協力で設立されたA・Jアニメ工房（八千代アートスクール内）のアドバイザーに就任して、アニメーター志望の若者を指導した。その傍らで、那須田稔作品のアニメ化を計画したが、資金難で叶わなかった。
その後、かつての教え子である西畑中道が興した「株式会社K・N日本アニメ企画」に会長として名を連ねているが、アニメーターやアニメ教育者としての一線は退いている。2021年現在はイラストやアニメーション制作など個人的な創作活動を続けている。

## 主な参加作品
- 宇宙パトロールホッパ（作画監督、作画）
- 魔法使いサリー（旧）（作画監督）
- どうぶつ宝島（原画）
- 赤胴鈴之助（作画監督）[2]
- パンダコパンダ（原画）
- 荒野の少年イサム（作画監督）[3]
- 柔道讃歌（作画監督）[4]
- はじめ人間ギャートルズ（作画監督）[5]
- 元祖天才バカボン（原画）
- マシンハヤブサ（キャラクターデザイン、作画監督）
- 花の係長（作画監督）[6]
- 新・巨人の星（作画監督）[7]
- 大雪山の勇者 牙王（キャラクターデザイン）
- 新・巨人の星II（作画監督）[8]
- まんがイソップ物語（作画監督）
- ドラえもん（作画監督）
- ムーの白鯨（作画監督）[9]
- がんばれ元気（キャラクター設計、作画監督[10]）
- おはよう!スパンク（作画監督）[11][12]
- ときめきトゥナイト（作画監督）
- とんでモン・ペ（作画監督）[13]
- GU-GUガンモ（キャラクターデザイン[14]、作画監督）
- 魔法少女レインボーブライト（作画、レイアウト担当）
- Bugってハニー（作画監督）[15]
- TAMA&FRIENDS 3丁目物語（作画監督）
- かりあげクン（キャラクターデザイン）
- ジャングル大帝（新）（作画監督）
- パラソルヘンべえ（作画、作画監督）
- おばけのホーリー（作画監督）
- チロリン村物語（キャラクターデザイン）
- 太平洋にかける虹 （作画監督）
- 恐竜惑星（キャラクターデザイン）
- 雲の学校（作画監督）
- おじいちゃんとぼく（総監督）
- キ・ファイターテラン（原画）